# Gero Hütter
Gero Hütter (18 dicembre 1968) è un ematologo tedesco.
Hütter e il suo team medico effettuarono il trapianto di un midollo osseo tra un donatore con variazione genetica CCR5 ed un paziente affetto da leucemia e HIV, Timothy Ray Brown. Successivamente l'HIV del paziente non è stato più rilevabile ed è quindi stato considerato totalmente guarito. Il caso è stato ampiamente riportato dai media, e Hütter è stato nominato uno dei "berlinesi dell'anno" nel 2008 da parte del Berliner Morgenpost.

## Trattamento ematologico HIV
Nel 2009, Hütter, Eckhard Thiel e altri dottori dell'ospedale Charité di Berlino, in Germania, pubblicò un rapporto sul caso nel New England Journal of Medicine. Il loro paziente Timothy Ray Brown, un cittadino statunitense nato a Seattle (Washington) che viveva a Berlino, era già HIV+ quando scoprì di avere una leucemia mieloide acuta (AML).
I medici trovarono un donatore di midollo osseo con la mutazione CCR5-Δ32 per entrambe le copie genomiche (omozigote) del gene che codifica per un recettore per chemochine sulla superficie cellulare denominata CCR5. Per via del fatto che la gran parte dei ceppi di HIV utilizza il recettore CCR5 per entrare nella cellula ospite, la mutazione conferisce resistenza all'infezione da HIV. Il paziente stesso era eterozigote per CCR5-Δ32. Dopo il trapianto con un midollo osseo dov'era espresso il gene con mutazione Δ32, i linfociti T CD4+ del paziente che circolavano nel sangue erano omozigoti per CCR5-Δ32. I macrofagi residenti nell'intestino, poco dopo il trapianto, continuavano a esprimere il wild-type CCR5 (perché non era stato ancora sostituito dai precursori del midollo osseo). Tuttavia dopo 600 giorni senza trattamento con farmaci anti-retrovirali, il sangue, il midollo osseo e l'intestino del paziente presentavano dei livelli di HIV al di sotto del limite di rilevabilità. Il paziente subì una biopsia cerebrale, oltre a biopsie intestinali, epatiche, linfonodali e al midollo osseo; da esse non fu riscontrata una carica virale rilevabile. I titoli anticorpali nel soggetto, come previsto, erano in calo. Si predisse che in futuro il test degli anticorpi HIV sarebbe stato negativo.
Il rischio di mortalità associata a trapianto di midollo osseo spinge a controindicare l'uso di questo trattamento in persone HIV+  in assenza di leucemia o linfoma . Alcuni ricercatori come Edward Berger ritenevano che la resistenza alla inibizione di CCR5 diventasse evidente se fossero emersi i ceppi di HIV- CXCR4 (cioè utilizzano CXCR4 piuttosto che CCR5 come corecettore). In seguito al trattamento di un paziente che presentava bassi livelli del virus CXCR4, anche questo tipo di HIV non veniva più rilevato; ciò sorprese anche Hutter che si aspettava una diminuzione della replicazione esclusivamente del HIV-CCR5. Tuttavia le persone senza CCR5 possono essere più sensibili ad alcune infezioni, come quella da West Nile Virus.